# 灣仔公眾貨物裝卸區
灣仔公眾貨物裝卸區（英語：Wan Chai Public Cargo Working Area，1974年—2003年，簡稱灣仔貨物裝卸區），是香港一個已停用的公眾貨物裝卸區，位於香港島灣仔鴻興道，臨近維多利亞港，鄰近香港海底隧道奇力島出口、香港遊艇會、香港愛護動物協會及灣仔運動場，原是香港島一個重要的貨物起卸碼頭，現已停止運作。2005年世界貿易組織香港部長級會議，灣仔貨物裝卸區被利用作為供示威人士使用的示威區。
灣仔貨物裝卸區於1974年設立，是香港首個貨物裝卸區。由於灣仔填海工程第二期，灣仔貨物裝卸區的運作，已於2003年9月1日遷往柴灣貨物裝卸區，而西營盤及鰂魚涌亦有貨物起卸區，土地在灣仔填海工程落實後將有新發展。
為作為世貿部長級會議的示威區，政府已在灣仔貨物裝卸區靠海的一邊加建1米高的圍欄，避免示威人士墮海。
灣仔貨物裝卸區原址之後改建為灣仔海濱長廊。